# Giuseppe Galli
Giuseppe Galli (* 24. Februar 1933 in Ravenna; † 9. September 2016) war ein italienischer Mediziner und Psychologe. Er war von 1982 bis 2009 ordentlicher Professor für Allgemeine Psychologie an der Universität Macerata.

## Leben und Wirken
Nach Beendigung seines Medizinstudiums an der Universität Bologna, einem kurzen Studienaufenthalt in Österreich und einer Facharztausbildung in Endokrinologie an der Universität Florenz wandte sich Giuseppe Galli der Gestaltpsychologie zu, mit der er sich ab 1960 an der Universität Bologna bei Renzo Canestrari vertraut machte. Ab 1966 lehrte Giuseppe Galli Psychologie an der Universität Macerata, ab 1982 auf dem Lehrstuhl für Allgemeine Psychologie, den er bis zu seiner Emeritierung 2009 innehatte.
Forschungsschwerpunkte Gallis, mit denen er auch im deutschsprachigen Raum bekannt wurde, waren die Phänomenologie des Ich, die Persönlichkeitspsychologie und die Psychologie der sozialen Tugenden sowie die Hermeneutik und die Intersemiotik (Übertragung der Bedeutung von einem Zeichensystem in ein anderes, z. B. vom Bild in einen Text). In einer  Vielzahl seiner Beiträge widmete er sich der Vermittlung gestaltpsychologischer Methoden und Erkenntnisse für den Bereich der Psychotherapie; als maßgeblichen Vertreter der Gestalttheoretischen Psychotherapie weist ihn sein posthum erschienener Sammelband Der Mensch als Mit-Mensch (2017) aus.
Galli gehörte ab 1979 dem Advisory Board der internationalen multidisziplinären Zeitschrift Gestalt Theory an. 2007 wurde er Ehrenmitglied der internationalen Gesellschaft für Gestalttheorie und ihre Anwendungen.
Giuseppe Galli war mit der Entwicklungspsychologin Anna Arfelli Galli, ebenfalls Professorin an der Universität Macerata und wie er gestaltpsychologisch orientiert, verheiratet.

## Schriften (Auswahl)
In deutscher Sprache sind erschienen:
- 1975: Struktur und Dynamik des phänomenalen Ich. In: Suitbert Ertel, Lilly Kemmler, Michael Stadler (Hrsg.): Gestalttheorie in der modernen Psychologie. Wolfgang Metzger zum 75. Geburtstag. Steinkopff, Darmstadt, S. 124–133.
- 1980: Die Analyse des phänomenalen Ich und die Tragweite der Gestalttheorie. In: Gestalt Theory. 2(1/2), 71–77.
- 1983: Psychoanalyse und Gestalttheorie. Zwei Methoden im Vergleich. In: Gestalt Theory. 5(1), 23–29.
- 1998: Psychologie des Körpers. Phänomenologie und Hermeneutik. Böhlau, Wien, ISBN 3-205-98929-5.
- 1999: Psychologie der sozialen Tugenden. Böhlau, Wien; 2., erweiterte Auflage 2005, ISBN 3-205-77308-X.
- 2010: Gestaltpsychologie und Person. Entwicklungen der Gestaltpsychologie. Krammer, Wien, ISBN 978-3-901811-43-2.
- 2017: Der Mensch als Mit-Mensch. Aufsätze zur Gestalttheorie in Forschung, Anwendung und Dialog. Herausgegeben und eingeleitet von Gerhard Stemberger. Krammer, Wien, ISBN 978-3-901811-75-3.